# Sandra Švaljek
Sandra Švaljek (Krapina, 23. veljače 1970.) hrvatska je ekonomistica, političarka i zamjenica guvernera Hrvatske narodne banke.

## Karijera
Doktorirala je na Ekonomskom fakultetu, Sveučilišta u Zagrebu. Profesionalnu karijeru gradila je na Ekonomskom institutu u Zagrebugdje je viša znanstvena suradnica, a tijekom osam godina obnašala je dužnost ravnateljice Instituta. Posebna područja interesa su joj fiskalna i porezna politika te ekonomski učinci starenja. Od 2000. do 2013. članica je Savjeta Hrvatske narodne banke. Bila je savjetnica za gospodarstvo predsjednice Vlade Jadranke Kosor od 2010. do 2011. Autorica je i suautorica brojnih znanstvenih radova.
Govori aktivno engleski, njemački i francuski jezik, a služi se i talijanskim.

## Obnašateljica dužnosti gradonačelnika Grada Zagreba
Sandra Švaljek je na neposrednim izborima 2. lipnja 2013. izabrana za prvu zamjenicu gradonačelnika Grada Zagreba i tu je dužnost vršila do 20. studenoga 2014. i ponovno od 10. ožujka do 27. ožujka 2015.
Rješenjima Županijskog suda u Zagrebu u vezi zabrane i ukidanja zabrane obavljanja profesionalne dužnosti gradonačelniku Milanu Bandiću, od 21. studenoga 2014. do 9. ožujka 2015. bila je obnašateljica dužnosti gradonačelnika Grada Zagreba.
Nazočila je Sljemenskoj utrci FIS Svjetskog kupa Snježnoj kraljici, gdje je pobjedničku krunu predala Mikaeli Shiffrin. Sandra Švaljek je za vrijeme mandata obnašateljice dužnosti gradonačelnika predložila gradski proračun za 2015., provela prvi javni natječaj za Upravu Zagrebačkog holdinga te prihvatila nekoliko izmjena gradskih odluka. Nakon što je gradonačelnik Bandić dao punomoć drugoj zamjenici Vesni Kusin, 27. ožujka 2015. dala je ostavku na mjesto zamjenice gradonačelnika. Poslije ostavke vratila se na Ekonomski institut i aktivirala mandat zastupnice u Gradskoj skupštini.

## Kandidatura za gradonačelnicu Grada Zagreba
U svibnju 2016. godine objavila je kandidaturu za gradonačelnicu Grada Zagreba te istaknula da će joj zamjenik biti Vladimir Ferdelji. Na lokalne izbore ide kao nezavisna kandidatkinja, uz potporu HSLS-a.

## Kontroverze
Švaljek je dobila velike kritike zbog zapošljavanja svog supruga Nenada Kukića, koji je bio zaposlen na mjesto pomoćnika direktora Ustanove za upravljanje sportskim objektima Grada Zagreba s prvim danom 2014. godine. Šef zagrebačkog HDZ-a Andrija Mikulić rekao je da taj vid zapošljavanja nije vezan uz stručnost već nepotizam, što je Bandić opovrgnuo te rekao da se isključivo gledala stručnost Kukića. Švaljek je poznata i po tome što je članica nadzornog odbora Splitske banke, unatoč tome što je kandidatkinja za gradonačelnicu.